# Петропавлов, Алексей Петрович
Алексе́й Петро́вич Петропа́влов (17 февраля 1924, Касимов, Рязанская губерния — 18 декабря 1974, Рязань) — участник Великой Отечественной войны, командир роты 520-го стрелкового полка, Герой Советского Союза.

## Биография
Родился в городе Касимов Рязанской губернии 17 февраля 1924 года. После окончания восьми классов школы работал бригадиром на фабрике «Красная текстильщица».
В 1940 году вступил в ряды Красной Армии. В 1941 году поступил в Рязанское военное пехотное училище, однако в связи с началом Великой Отечественной войны в декабре 1941 года оказался в рядах действующей армии. В 1942 году окончил Московское военное пехотное училище.
Являясь командиром роты 520-го стрелкового полка (167-я стрелковая дивизия, 38-я армия, 1-й Украинский фронт) в звании старшего лейтенанта, в ночь на 26 сентября 1943 года осуществил форсирование Днепра юго-восточнее села Вышгород вблизи Киева и, захватив плацдарм, удерживал его до прихода подкрепления. В том же году в боях на шоссе Киев — Житомир, проходивших с 4 по 6 ноября, заменил собою наводчика из погибшего расчёта орудия, подбив семь танков. 
Указом Президиума Верховного Совета СССР «О присвоении звания Героя Советского Союза генералам, офицерскому, сержантскому и рядовому составу Красной Армии» от 10 января 1944 года за «образцовое выполнение боевых заданий командования на фронте борьбы с немецко-фашистскими захватчиками и проявленные при этом отвагу и геройство» удостоен звания Героя Советского Союза с вручением ордена Ленина и медали «Золотая Звезда».
В 1946 году окончил курсы усовершенствования офицерского состава. Член КПСС с 1952 года. Служил командиром мотострелкового батальона в Московском военном округе.
С 1956 года вышел в запас в звании капитана. Окончил политехникум. Жил в Рязани. Работал сменным мастером на Рязанском приборном заводе, затем на заводе «Красное знамя».
Умер 18 декабря 1974 года. Похоронен Сысоевском кладбище Рязани.

## Память
- В Рязани на доме, где жил Петропавлов, 17 августа 2007 года открыта мемориальная доска.

## Награды
- Указом Президиума Верховного Совета СССР от 10 января 1944 года за образцовое выполнение боевых заданий командования на фронте борьбы с немецко-фашистскими захватчиками и проявленные при этом мужество и героизм старшему лейтенанту Петропавлову Алексею Петровичу присвоено звание Героя Советского Союза с вручением ордена Ленина (№ 16587) и медали «Золотая Звезда» (№ 2775).
- Орден Красного Знамени.
- Орден Красной Звезды.
- Медали.